# جامعة أوريغون
جامعة أوريغون (بالإنجليزية: University of Oregon، وتختصر إلى: UO) هي جامعة بحثية مختلطة مقرها مدينة يوجين بولاية أوريغون الأمريكية. تأسست سنة 1876 وتخرجت أول دفعة فيها بعد عامين من تأسيسها.
تصنف مؤسسة كارنيغي جامعة أوريغون ضمن الفئة RU/VH (أي جامعة ذات نشاط بحثي مرتفع للغاية)، وهي واحدة من 108 جامعات تقع ضمن هذا التصنيف. والجامعة هي إحدى جامعتين فقط من منطقة الشمال الغربي المطلة على المحيط الهادئ ضمن أعضاء رابطة الجامعات الأمريكية.
يدرس بالجامعة حاليًا طلبة من جميع الولايات الأمريكية الخمسين ومن مقاطعة كولومبيا الاتحادية، ومن منطقتين اتحاديتين، ومن 89 دولة أجنبية.

## من مشاهير الخريجين
على قيد الحياة اليوم ما يزيد على 160 ألفًا من خريجي جامعة أوريغون، وقد ضمت قائمة خريجي جامعة أوريغون ـ حتى مارس 2012 ـ اثنين من حائزي جائزة نوبل، و10 من الفائزين بجائزة بوليتزر و19 من الحاصلين على منحة رودس و4 من الحاصلين على منحة مارشال، و58 من الحاصلين على زمالة غوغنهايم، و129 من الحاصلين على منحة فولبرايت.

## وصلات خارجية
- الموقع الرسمي للجامعة على شبكة الإنترنت